# دومیترو روکارانو
دومیترو روکارانو (رومانیایی: Dumitru Rucăreanu؛ زاده ۲۶ اکتبر ۱۹۳۲ – ۳ مارس ۲۰۱۳) بازیگر و صداپیشه اهل رومانی بود.
از فیلم‌ها یا مجموعه‌های تلویزیونی که وی در آن‌ها نقش داشته است، می‌توان به بادبان‌های برافراشته و راز باخوس اشاره نمود.